# Lycophotia concinna
Lycophotia concinna là một loài bướm đêm trong họ Noctuidae.